# Rebel Yell (píseň)
"Rebel Yell" je skladba anglického punkrockového hudebníka Billy Idola z jeho stejnojmenného alba. Když byla poprvé vydána v roce 1983, nedostala se do první čtyřicítky žebříčku UK Singles Chart. Po opětovném vydání dosáhla v americkém žebříčku Billboard Hot 100 6. místa a ve Spojeném království 46. místa. Byla zařazena na 79. místo v seznamu "Nejlepších Punkrockových skladeb všech dob" stanicí VH1.

## Seznam skladeb
- UK 7 "vinyl singl

1. "Rebel Yell"
2. "Crank Call"

- UK 12 "vinyl singl

1. "Rebel Yell"
2. "Crank Call"
3. "White Wedding"

- (1985 reedice) UK 7 "vinyl singl

1. "Rebel Yell"
2. "(Do Not) Stand In The Shadows♱"

♱Recorded live at Hollywood Palladium Los Angeles, Kalifornie, Březen 1984.
- (1985 reedice) UK 12 "vinyl singl

1. "Rebel Yell (Extended Version)"
2. "(Do Not) Stand In The Shadows♱"
3. "Blue Highway♱"

♱Recorded live at Hollywood Palladium Los Angeles, Kalifornie, Březen 1984.

## Vrcholové pozice
| Žebříček (1984)                       | Vrcholové pozice |
| ------------------------------------- | ---------------- |
| Nový Zéland (RIANZ)                   | 3                |
| Spojené království (UK Singles Chart) | 621              |
| USA (Billboard Hot 100)               | 46               |
| USA (Top Rock Tracks)                 | 9                |
| Žebříček (1984/1985)                  | Vrcholové pozice |
| Spojené království (UK Singles Chart) | 62               |

Poznámky:
- 1 - Původně vydaný v 1984
- 2 - Vydaný v 1985

## Verze Scooter
V roce 1996 nahrála německá elektronická skupina Scooter coververzi skladby. Vydána byla v květnu 1996 z jejich druhého studiového alba Our Happy Hardcore

### Seznam skladeb
CD-Maxi - Německo
1. "Rebel Yell" (Radio Edit) (3:40)
2. "Rebel Yell" (Extended Mix) (4:44)
3. "Euphoria" (3:57)

12 "-max - Německo
1. "Rebel Yell" (Extended Mix) (4:44)
2. "Stuttgart" (4:52)
3. "Euphoria" (3:57)

CD-Singl - Francie
1. "Rebel Yell" (Radio Edit) (3:40)
2. "Euphoria" (3:57)

12-Maxi - Francie
1. "Rebel Yell" (Extended Mix) (4:44)
2. "Rebel Yell" (Radio Edit) (3:40)
3. "Euphoria" (3:57)

CD-Maxi - Austrálie
1. "Rebel Yell" (Radio Edit) (3:40)
2. "Let Me Be Your Valentine" (Edit) (3:47)
3. "Rebel Yell" (Extended mix) (4:44)
4. "Euphoria" (3:57)
5. "Let Me Be Your Valentine" (The Complete Work) (5:42)
6. "Eternity" (5:19)
7. "Silence of T.1210 MKII" (1:31)

### Pozice v žebříčcích
| Žebříček (1996) | Vrcholové pozice |
| --------------- | ---------------- |
| Irsko (IRMA)    | 23               |